# Веттринген (Мюнстерланд)
Веттринген (нем. Wettringen) — община в Германии, в земле Северный Рейн-Вестфалия.
Подчиняется административному округу Мюнстер. Входит в состав района Штайнфурт. Население составляет 7970 человек (на 31 декабря 2010 года). Занимает площадь 57,2 км².